# Château de Miolans
Le château de Miolans est un ancien château fort situé sur la commune française de Saint-Pierre-d'Albigny dans le département de la Savoie en région Auvergne-Rhône-Alpes.
Bâti au XIe siècle dans la combe de Savoie aux portes des vallées de la Maurienne et de la Tarentaise, il constitue le centre de la seigneurie puis de la baronnie de Miolans, ainsi que d'une châtellenie savoyarde à partir du XIVe siècle. Le château est une prison de 1564 à 1792.
Le château fait l’objet d’un classement au titre des monuments historiques par arrêté du 16 mai 1944 et il est, depuis 1997, intégré à un itinéraire thématique de découvertes, Pierres-fortes de Savoie.

## Localisation

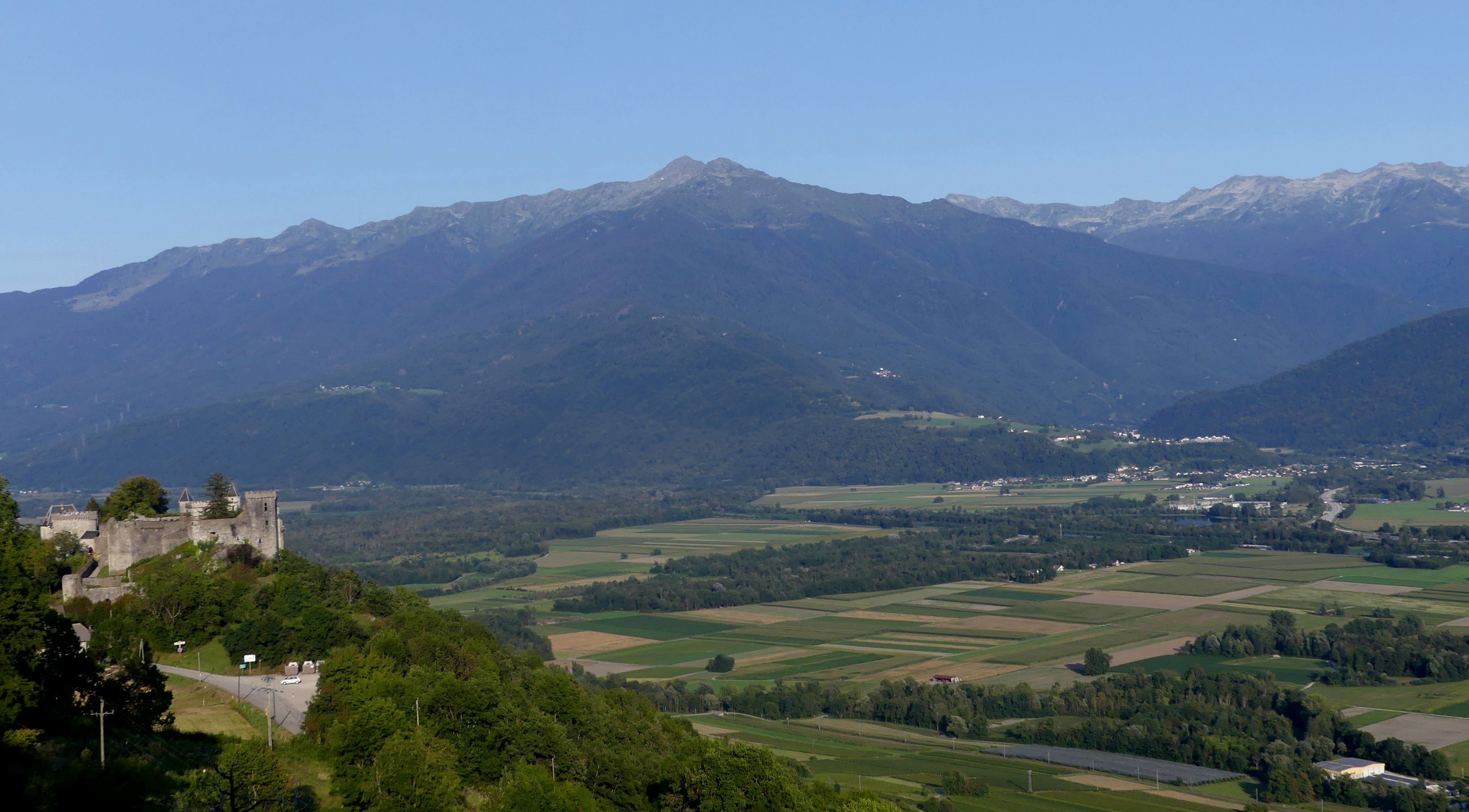
Le château surplombant la combe de Savoie face à la vallée de la Maurienne.

Le château de Miolans est situé en Savoie sur les hauteurs de la commune de Saint-Pierre-d'Albigny, entre Montmélian et Conflans, au hameau de Miolans, à 3,5 kilomètres du bourg (commune de Chamousset).
Le château se dresse à 550 mètres d'altitude sur les contreforts de la dent d'Arclusaz (massif des Bauges),, à l'extrémité d'un éperon isolé par un double fossé, d'orientation est-ouest. À proximité se trouve une source. Il contrôlait le petit col entre Saint-Pierre-d'Albigny et Fréterive, un passage autrefois important. Cet éperon reste cependant « dominé par la montagne de Fréterive qui ferme de ce côté le plateau des Beauges ».
La fortification surplombe, néanmoins, de près 200 mètres le village du Bourget,, lui-même installé à une soixantaine de mètres au-dessus de la plaine de l'Isère,.
L'architecte des monuments historiques, Jules Formigé (1879-1960), dans un article publié en 1951 dans les Mémoires de l'Académie des sciences, belles-lettres et arts de Savoie, relève que depuis cette élévation les seigneurs de Miolans « pouvaient voir cette immense étendue, qu'encadre dans un panorama unique de plus de cent kilomètres, le massif du Mont-Blanc à l'est, la chaîne de Belledonne au sud, et le massif de la Grande Chartreuse à l'ouest. Miolans verrouillait la voie ainsi que le faisait Montmélian, plus à l'ouest. ». En face, se trouve en effet le débouché de la vallée de la Maurienne. Le château commandait surtout les principales routes des Alpes occidentales rejoignant l'Italie par la vallée de la Maurienne, en passant par les bourgs d'Aiguebelle, de Saint-Jean-de-Maurienne, via le col du Mont-Cenis et celle passant par Conflans et la vallée de la Tarentaise, avec Moûtiers, via le col du Petit-Saint-Bernard, et menant vers Chambéry, Lyon, Genève et Grenoble.
Il faisait face aux châteaux d'Aiton, de Chamoux, de l'Heuille, de Châteauneuf et de Montmayeur.
Toutefois au niveau régional, son importance stratégique reste mesurée face aux forteresses des comtes de Savoie qu'étaient le château de Montmélian, en combe de Savoie, ou ceux de Maurienne dont Charbonnières.

## Historique

### Origines
Le site est très probablement occupé dès l'Antiquité. Des traces d'une occupation romaine (tuiles, poteries) sont retrouvées dans les environs. L'ancienne voie romaine reliant Aoste (Italie) à Lyon (Gaule), par Vienne, par le Mont-Cenis, passe à proximité. Elle devient un axe majeure de communication au cours du haut Moyen Âge.
Le château est construit sur les vestiges d'un oppidum ou forteresse romaine, datant probablement du IVe siècle,, notamment la partie inférieure de la tour dite de Saint-Pierre,. Il semble avoir été édifié par la famille de Miolans, au cours du XIe siècle,.
La première mention de Miolans, Miolano-Meiolanum, remonte au 21 février 1014 (1015, notre style), d'après le cartulaire de l'abbaye de Saint-André-le-Bas de Vienne,,,. Il s'agit d'une donation du roi Rodolphe III à sa femme Ermengarde,.
En 1081, une charte cite la chapelle castrale, qui servira plus tard d'église paroissiale, jusqu'au XVIIIe siècle. Cette dernière semble avoir été édifiée en dehors de l'enceinte romane.

### Forteresse de la famille de Miolans

Armes des seigneurs de Miolans.

La famille de Miolans semble être à l'origine de l'évolution de l'édifice en forteresse à partir du XIe siècle,. La famille de Miolans est l'une des plus importantes de la Savoie Propre, après celle des Seyssel.
Les premiers membres de cette famille à être mentionnés sont Guifred et Nantelme, seigneurs de Miolans, dans deux chartes de 1081 et 1083. Un Anthelme de Miolans est qualifié dans une charte de 1090 de « vir illustrissimus »,, (cf. vir illustris). Les membres de cette famille sont nombreux dans l'entourage des comtes de Savoie au cours de la période médiévale. Ainsi le baron Geoffroy de Miolans accompagne le comte Amédée III de Savoie à la deuxième croisade, en 1146,. Le baron de Miolans aurait rapporté de Jérusalem trois épines de la couronne du Christ et les aurait placées dans la chapelle castrale, « in capella arcis Miolani ». Ces reliques seront déposées, en 1381, dans le couvent des frères ermites de Saint-Augustin, que vient de fonder Jean de Miolans.
L'édification du donjon d'habitation quadrangulaire remonterait, pour son socle, au XIIIe siècle.
En 1263, Anthelme de Miolans reconnaît tenir son fief le château, la terre de Miolans avec haute, moyenne et basse justice, ainsi que d'autres droits, au nouveau comte Pierre II de Savoie. En 1360, un autre Anthelme de Miolans est fait châtelain des terres et du château de Miolans par le comte Amédée VI de Savoie.
À partir de 1380, Jean de Miolans, époux d'Agnès de Roussillon, conseiller du comte Amédée VIII de Savoie, fait remanier le château, met en place un système de fortifications agrémenté d'un deuxième donjon et le fait compléter par une troisième tour, dite de la « Sauvegarde ».
Le 25 février 1421, Jacques II de Miolans est investi du château.
Aux alentours de 1475, la famille de Miolans se lie avec la puissante famille de Montmayeur.
La seigneurie de Miolans est érigée en baronnie en 1497, à la faveur du maréchal Louis de Miolans,. L’intérêt stratégique du château n’échappe pas au duc de Savoie car selon un acte de 1513, après s’être opposé à la fortification du château, il aurait exigé en contrepartie que celui-ci entre dans le domaine ducal si un héritier mâle faisait défaut aux Miolans. Il semble que le maréchal de Miolans ait anticipé cette disposition l’année précédente en instituant divers héritiers successifs, avec un premier plan son fils, Jacques  (III) de Miolans, puis le fils aîné de sa fille aînée, puis celui de sa seconde fille, voire au second si besoin est. À défaut d’héritiers mâles, il institue sa fille Claudine. En 1523, Jacques III de Miolans, dernier mâle de la famille, fils du maréchal Louis de Miolans, meurt en Italie.
Claudine de Miolans devient la dernière héritière de la famille. Cette dernière est promise à Guillaume de Poitiers, comte de Saint-Vallier, seigneur de Sérignan, frère de Diane de Poitiers. Toutefois, Guillaume de Poitiers étant un étranger à la Savoie, une demande d’autorisation auprès du duc est nécessaire et celui-ci ne souhaite pas la donner, ne souhaitant pas que la forteresse tombe entre les mains d'un seigneur français. Il obtient de la Dame de Miolans une transaction les 21-25 novembre 1523 où cette dernière cède tous ses biens et droits situés entre les mandements de Montmélian et de Tournon, en échange d'un compensation,. D'autres prétendants, originaire du duché lui sont présentés. Après plusieurs tractations, devant la volonté de Claudine de Miolans d’épouser Guillaume de Poitiers, le mariage est consenti par le duc, sachant qu'il avait déjà fait saisir l'ensemble des biens de la famille tant en Savoie qu'en Piémont.

### Entrée dans le domaine ducal de Savoie

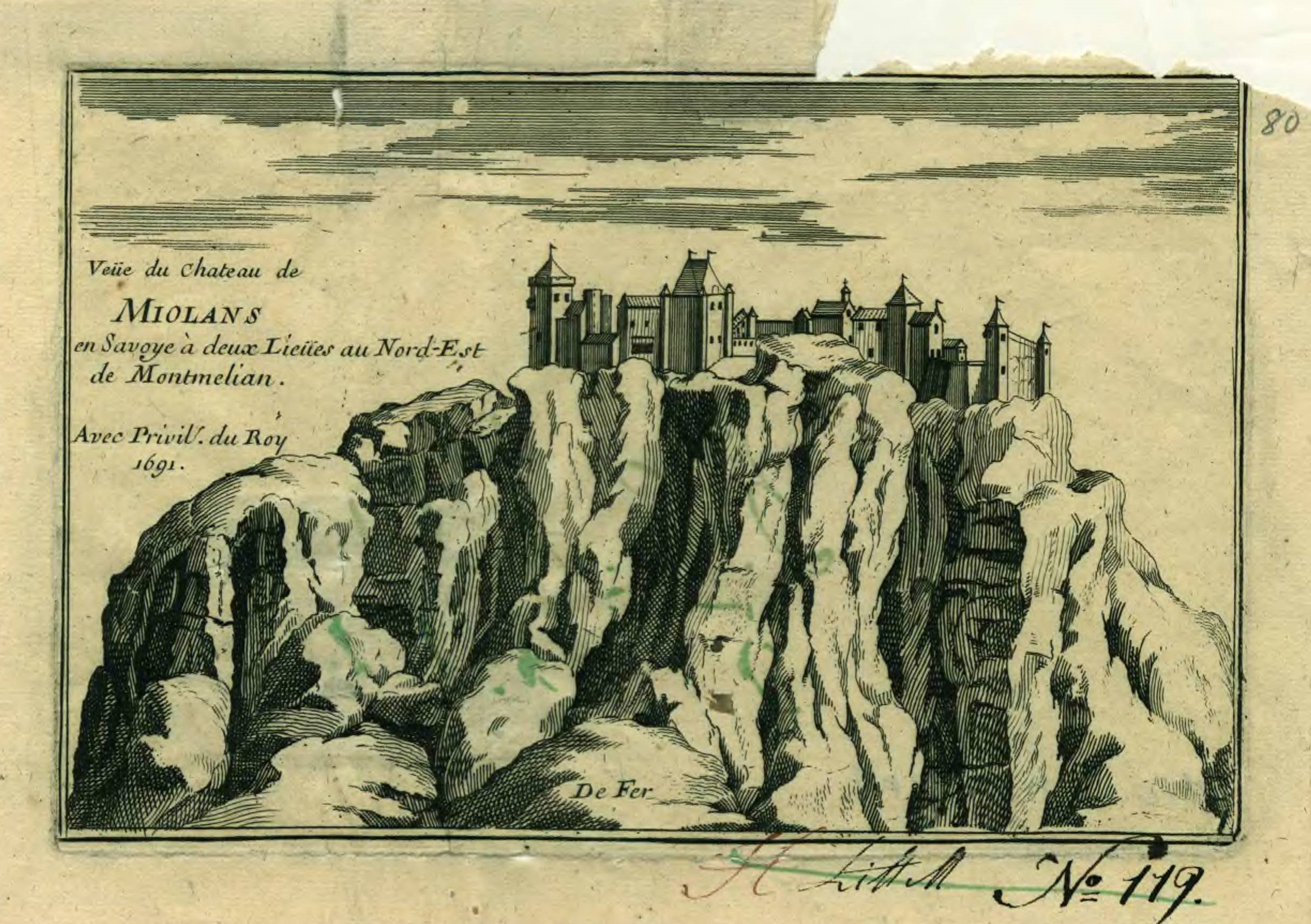
Le château de Miolans (1691).

Le duc de Savoie prend officiellement possession de la seigneurie de Miolans et de son château le 23 décembre 1523,. Le duc le fortifie alors et transforme l'antique maison forte en véritable forteresse.
En 1523, Urbain Mallet, nouveau gardien, reçoit les clefs du château. Jean de Vulpillière devient le premier gouverneur de la place forte le 8 mai 1529. Guillaume de Poitiers, seigneur de Sérignan, est investi seigneur de Miolans, le 8 mai 1529. Cette nomination va à l'encontre de la tractation avec la dame de Miolans précédente. L'historien local, le prête Raoul Naz (1889-1977), avance l'hypothèse suivante « En l'absence de textes on est réduit [à considérer] que la « récompense » prévue [lors de la transaction] n'avait pas été versée et que [...] le privilège du vendeur non payé qui reprend la chose vendue » est appliqué.
En 1536, le roi de France François Ier envahi le duché de Savoie et le château est occupé,. Lors de l'occupation française le château servira de logement à une garnison de 1536 jusqu'au 19 septembre 1559. François II le restitue au duc de Savoie, Emmanuel-Philibert, son oncle, en 1559,,. Le gardien du château est Urbain d'Arvillard. Ce dernier fait quelques difficultés à le rendre, obligeant le duc à se pourvoir d'une lettre, en date du 19 septembre 1559. Le château rentre dans le domaine ducal savoyard.
François-Annibal de Seyssel en est en 1599 le gouverneur.
Le château n'a pas été entretenu durant la période d'occupation. Son usage comme forteresse n'est plus possible, on envisage alors une nouvelle fonction.

### Transformation en prison ducale
Le duc Emmanuel-Philibert de Savoie transforme le château en prison d'État en 1564,. Ce n'est qu'en 1792 que cette fonction prend fin. On lui donna parfois le nom de « Bastille savoyarde »,. La connaissance de son fonctionnement provient notamment des rapports et des comptes qui nous sont parvenus.
La prison est placée entre les mains d'un capitaine-concierge, devenu gouverneur. Vingt-huit, dont deux seuls ne furent pas d'origine savoyarde, se succèdent jusqu'à la fin de la prison en 1792. Le premier d'entre-eux est Antoine Bergier, en 1575, il porte le titre de capitaine et de concierge. Les auteurs de l'ouvrage Miolans, prison d'État (1879) ont donné le capitaine Jean de Vulpillère en 1529.
La forteresse aurait accueilli plus de 200 prisonniers, principalement des « personnalités gênantes pour le pouvoir ». Elles le sont généralement sans avoir eu affaire à la justice, par lettres de cachet, soit sans limite ou à perpétuité. Parfois ces derniers sont tenus au secret et ne sont désignés que par le nom de la cellule où ils sont enfermés. Toutefois, des criminels de droits communs se trouvent également enfermés dans la place et la place a pu servir de maison de correction pour quelques jeunes aristocrates.
Une description de 1765, réalisée par le gouverneur Louis de Launay, indique que la prison est organisée en douze compartiments entre le donjon et la tour Saint-Pierre,. Les cachots portaient, respectivement, les noms symboliques de Enfer, Purgatoire, Trésor, Espérance et Petite espérance, Paradis et Petit Paradis, Second Corridor et Premier Corridor ou Charbon,,. La tour Saint-Pierre abritait trois geôles superposées,.

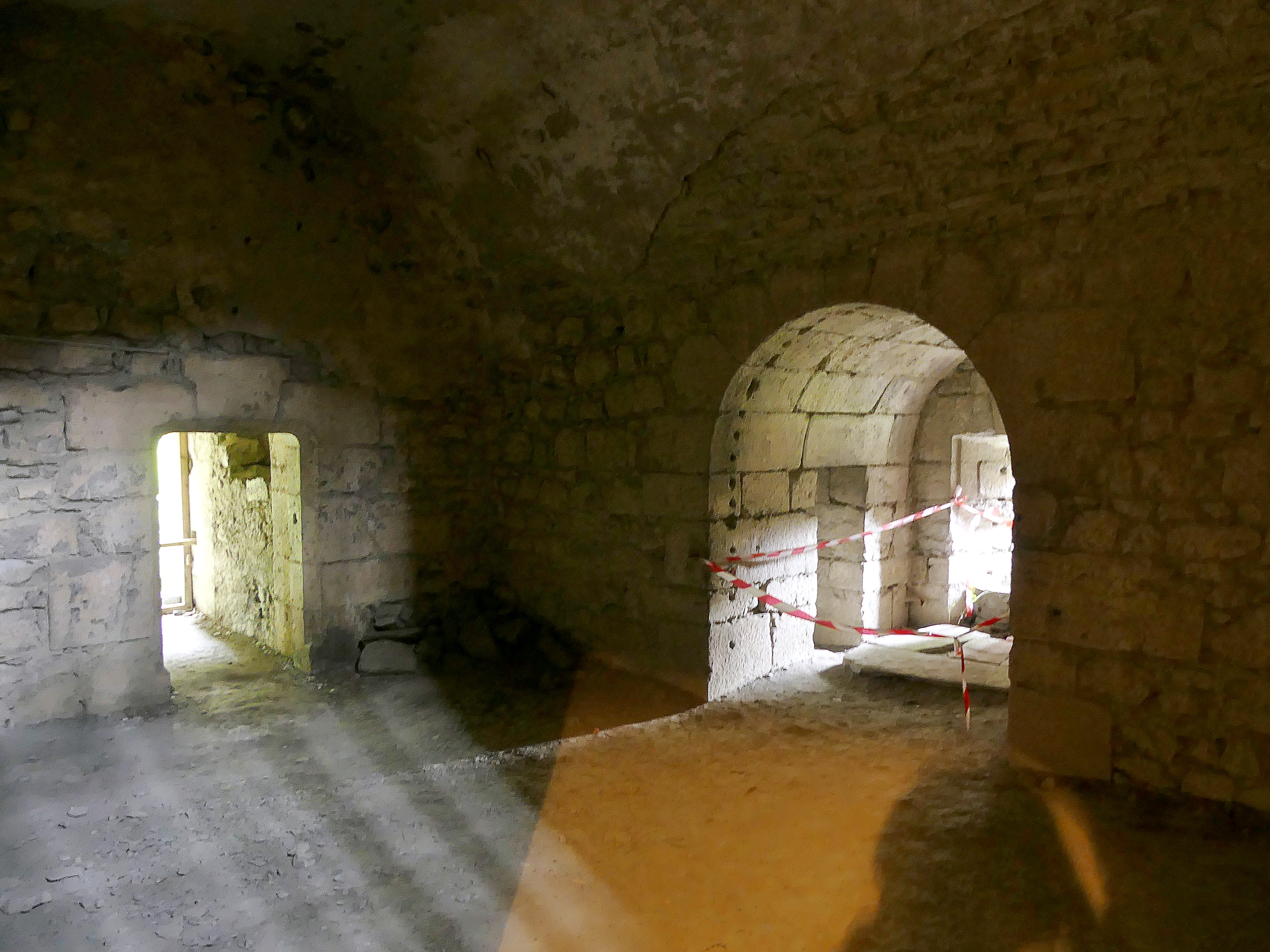
Cellule « Enfer ».
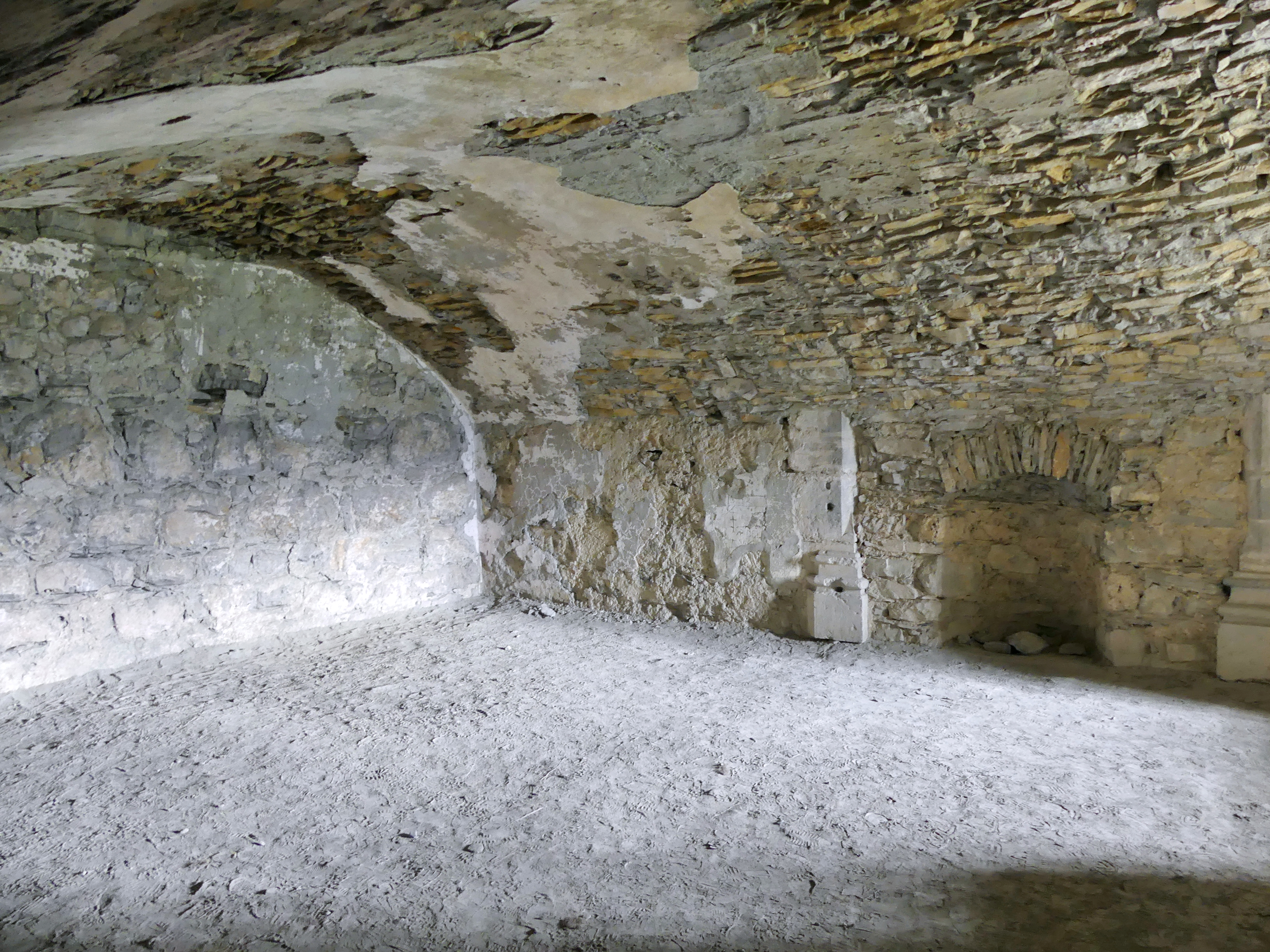
Cellule « Purgatoire ».
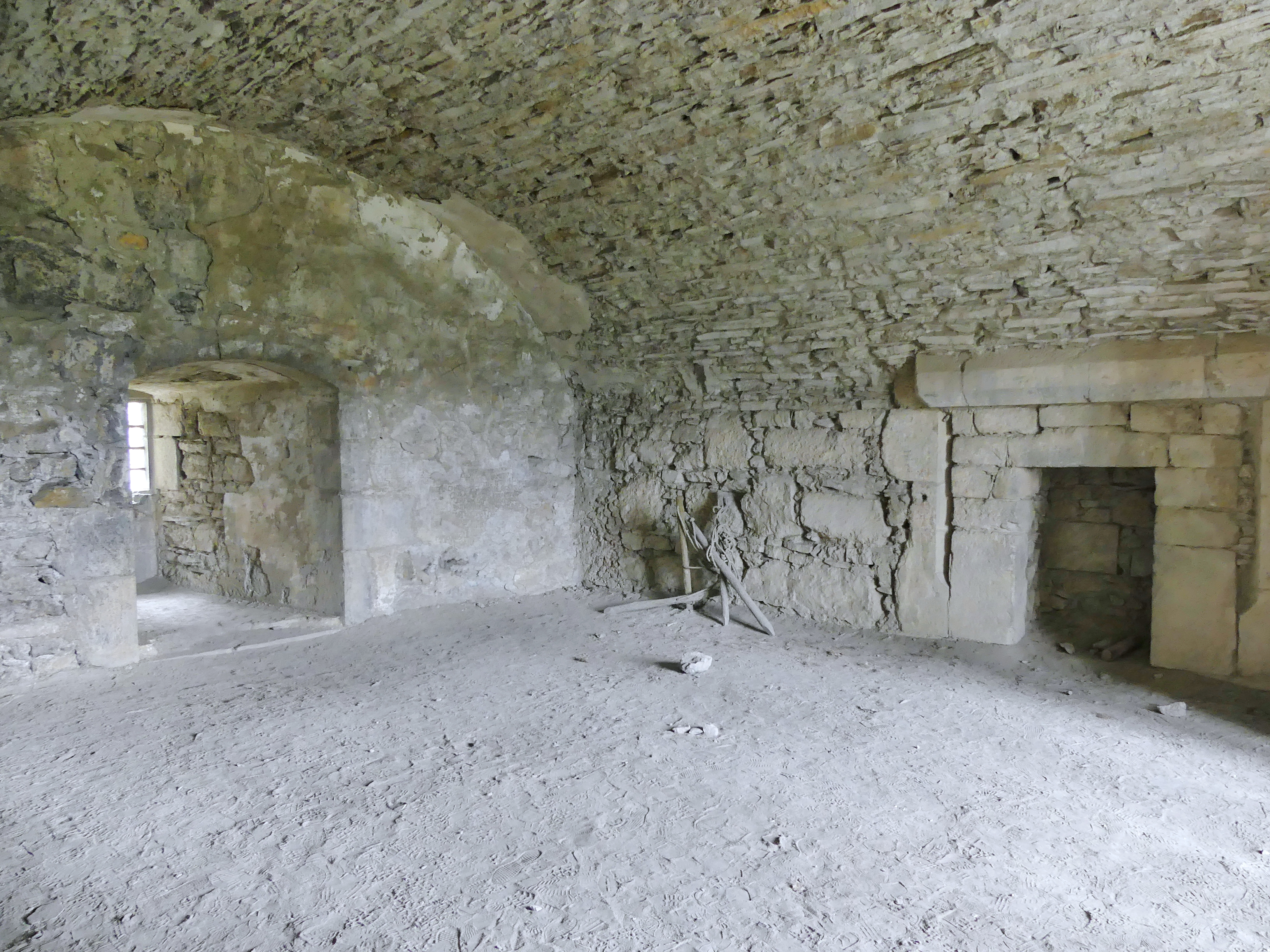
Cellule « Trésor ».

Parmi les personnalités emprisonnées, on trouve : le père Monod, arrêté sur ordre de Richelieu, qui y termine sa vie ; l'historien Pietro Giannone, de 1736 à 1737 ; Vincent-René Lavini, de 1767 à 1786, un abbé faussaire en billets de banque ; François-Marie de l'Alée, baron de Songy, en février 1772 et le marquis de Sade, le 8 décembre 1772. Ces deux derniers s'évadent dans la nuit du 30 avril au 1er mai 1773. Certains ont fait l'objet d'une notice en lien avec le gouverneur du temps de l'incarcération dans l'ouvrage Miolans, prison d'État (1879).
Lors du conflit franco-savoyarde de 1600-1601, Lesdiguières prend la place forte. Elle est assiégée à nouveau en 1690-1691 par Catinat,.
Lors de l'invasion du duché de Savoie, en 1792, la prison est jugée comme une bastille locale et est en partie détruite, notamment avec le démantèlement des tours, l'incendie des toits ou encore le comblement de ses fossés, le 22 septembre 1792. Les sept prisonniers sont libérés. Il est ensuite mis aux enchères comme bien national en 1794. Il ne trouve pas d'acquéreur en raison de son état inutilisable. Il tombe peu à peu en ruines.

### Période contemporaine
Malgré la restauration sarde de 1815, les ruines sont laissées à l'abandon, devenant une carrière.
En 1868, un marchand de matériaux le dépouille de ses éléments décoratifs. Il devient, la même année, la propriété d'un banquier, monsieur Barjaud, ancien banquier, qui en relève un corps de logis. Ce dernier le revend toutefois à monsieur Sorbon de Chambéry, un fabricant de gants. Il le vend ensuite à la famille Guiter.
Le préfet de Savoie, Eugène Alexandre Guiter (1822-1872), rachète en effet la forteresse en août 1869. Des travaux de restauration en collaboration avec les Beaux-Arts[réf. nécessaire] sont réalisés notamment avec le soutien de Jules Formigé (1879-1960), architecte des monuments historiques, membre de l'Institut, dont la fille a épousé Jean-François-Eugène Guiter (1897-1959), petit-fils du préfet. Jules Formigé est l'auteur d'un article sur le château paru dans les Mémoires de l'Académie des sciences, belles-lettres et arts de Savoie (1951), dont il est un membre résidant.
Le château est une propriété privée, dont une moitié est ouverte à la visite une partie de l'année. Depuis le sommet de la tour Saint-Pierre, la vue s'étend sur la combe de Savoie, et, par temps clair, du Mont Blanc jusqu'au Vercors.
De 1987 à 1989, le site sert de décor pour certaines scènes de la série télévisée Guillaume Tell.

## Description

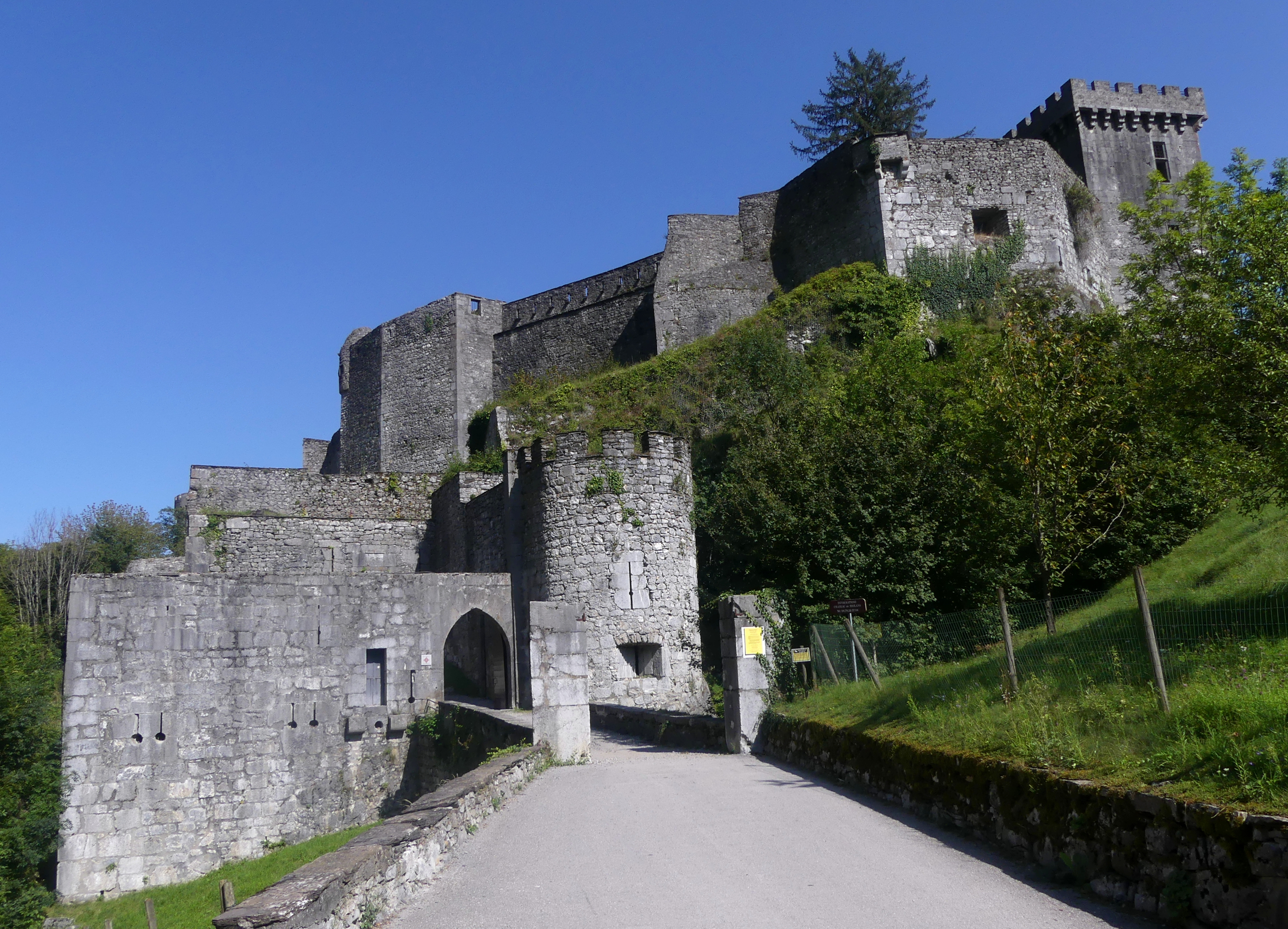
L'entrée du château par l'ouest.

Léon Ménabréa en fait en 1865 la description suivante : « Ce roc s'élève perpendiculairement, à une hauteur prodigieuse ; deux énormes tours, d'une architecture différente, dominent la masse de l'édifice ; un double rang de fossés, une triple enceinte de murailles défendaient jadis ce manoir sur l'unique face où il pouvait être attaqué ; il fallait quatre heures de marche difficile avant d'atteindre le donjon. Ces constructions, dont la majeure partie est encore debout, appartiennent évidemment à différentes périodes ; ici l'on reconnait l'aire du seigneur féodal, la place de guerre, la prison d'État ». L'architecte Jules Formigé le qualifie d'« exemplaire le plus parfait de l'art militaire, jusqu'à la fin du XVe siècle. »,.

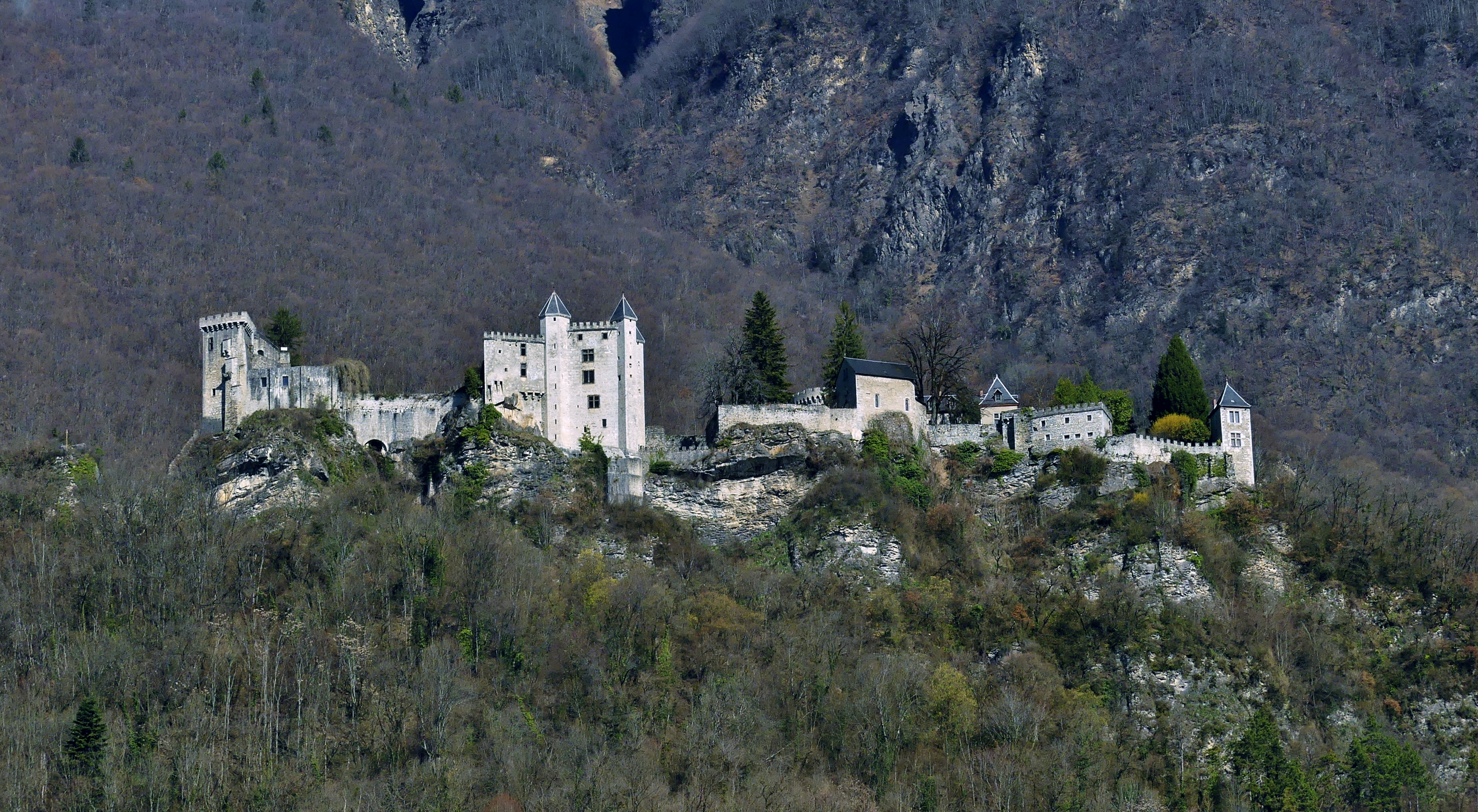
Le château vu dans sa longueur en contrebas.

Le site fait 200 mètres de long, sur 60 à 80 mètres de large, s'étirant sur un éperon d'orientation est-ouest. Cette disposition naturelle est renforcée par la présence d'une enceinte. L'architecte Jules Formigé a proposé un plan de l'ensemble.

### Le système défensif avec le châtelet
L'accès au château se fait par l'ouest. Avant d'accéder à l'entrée du fort, le système de défense extérieur était constitué de trois ou quatre (voire cinq) fossés successifs, deux (ou trois) ponts-levis, associés à cinq portes décalées pour casser l'enfilade, au moins deux herses.
L'entrée du château se fait par le châtelet, dit « Porte d'enfer », véritable piège pour les assaillants qui restaient coincés sous le feu des défenseurs. Après avoir passé cet obstacle, une rampe, exposée au feu d'une galerie de défense couverte, percées de canonnières, et dominée par le chemin de ronde, permettait d'atteindre la cour basse, protégée par une solide enceinte polygonale, flanquée de tours des XIVe et XVe siècles dont la tour de la Sauvegarde. L'entrée était protégée par une double porte et une herse. Cette enceinte abrite aujourd'hui l'habitation moderne, ainsi que la chapelle.
La chapelle castrale, dédiée à saint Étienne, est édifiée contre le rempart. La façade possède une sculpture des armes de Miolans écartelés des Montmayeur. Cette représentation permet de dater l'édifice au XVe siècle, à l'occasion de l'union des deux familles. Elle semble avoir été remaniée dans un style gothique à cette période sur l'emplacement d'une chapelle plus ancienne. Elle sert notamment d'église paroissiale au hameau.
Une autre chapelle était installée à proximité du donjon et dédiée à saint Amédée. En 1725, le duc fait édifier une troisième chapelle dans le hameau afin de limiter l'accès à la prison.
Une fontaine en agrémente la cour.

### Le château

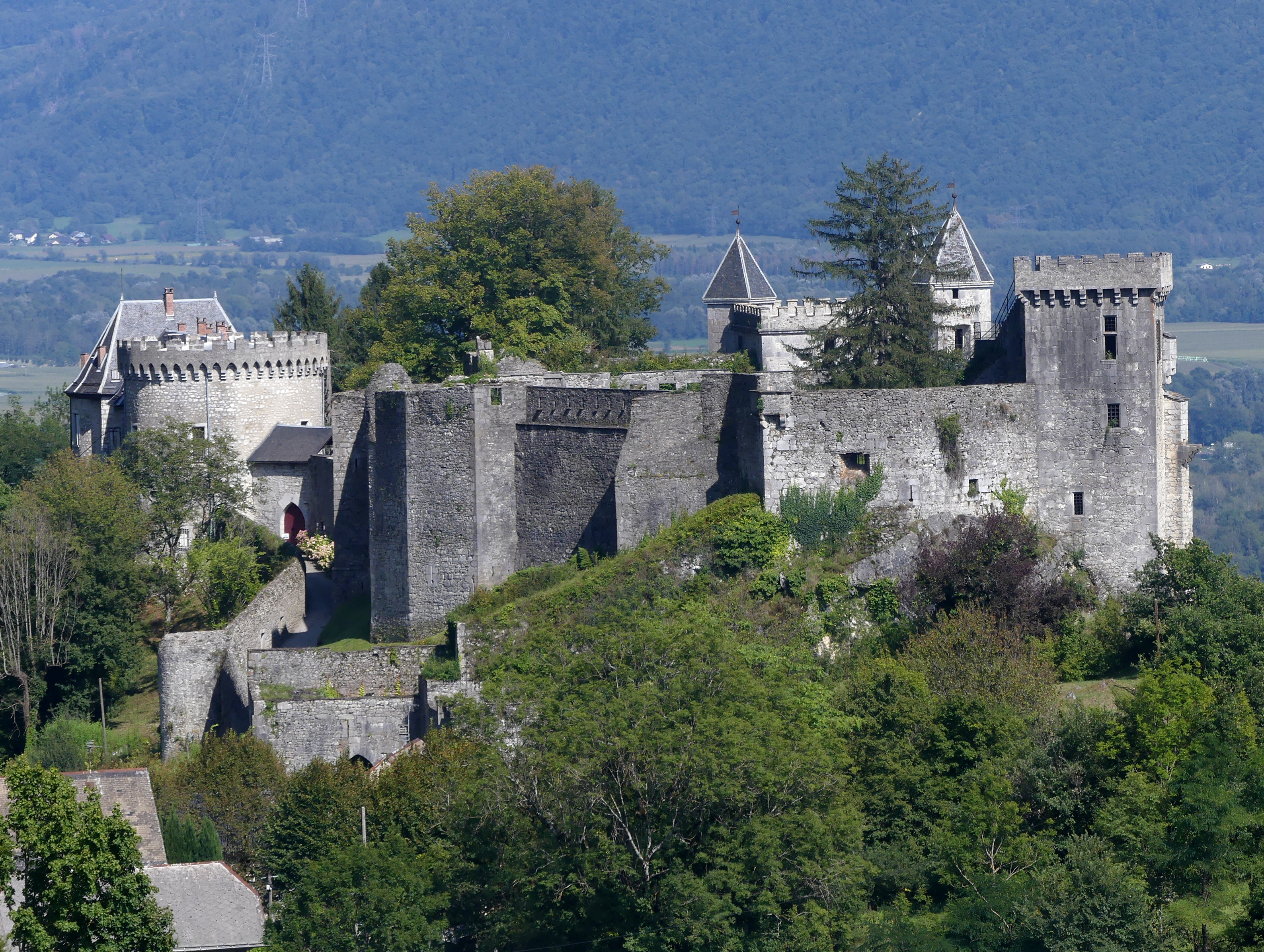
Le château vu de l'ouest avec la tour Saint-Pierre à droite.

La tour Saint-Pierre du XIIe siècle, compte trois niveaux voûtés équipés de cheminées et de latrines (les trois geôles). Elle accueille au quatrième étage le logement du gouverneur de la place forte,.
Le donjon, ou tour maîtresse, quadrangulaire du XIIIe siècle, flanquant l'entrée, haut de six étages, isolé de la cour basse par un profond fossé, s'élève au point le plus inaccessible, à la liaison de la cour basse et de la cour haute, qu'il domine de toute sa masse. Il est renforcé par quatre tourelles faisant office de contreforts. On accède par une longue salle voutée (la salle des gardes) à sa grande salle (transformée en appartements du directeur de la prison au XVIe siècle) et aux escaliers en colimaçon qui desservent les trois niveaux supérieurs et les trois niveaux inférieurs de cellules.
Dans la cour haute subsistent les restes de la tour d'habitation, qui comportait trois niveaux. Sa vaste aula de 58 m2 à l'immense cheminée est transformée en cuisine à l'époque des prisons, lorsque les appartements de l'officier major sont transférés dans la tour maîtresse. Les bâtiments flanquant la cour haute s'ouvrent vers l'intérieur par de larges fenêtres à meneaux et à croisées, les ouvertures vers l'extérieur étant rares et plus étroites. Un jardin médiéval a été reconstitué dans la cour haute.

### La basse-cour
Un four à pain est attesté dans la basse-cour.

## Un centre de pouvoir

### La seigneurie de Miolans
La seigneurie de Miolans est érigée en baronnie en 1497.
Georges Paernat, avocat au Sénat de Savoie, seigneur de Verdun-Dessus et de la maison forte de Saint-Vial, est le juge ordinaire de la seigneurieMichèle Brocard 1995, p. 138.
Les droits sur la baronnie furent jusqu'à la Révolution détenus par la famille de Miolans. En 1616, Gabriel de Gadagne, reconnaît, au nom de son fils, Jean-François Mitte de Miolans, les tenir de Charles-Emmanuel Ier de Savoie. En 1700, Charles-Emmanuel Miolans-Spinola en fait de même auprès de Victor-Amédée II de Savoie. Melchior Mitte, ambassadeur de Louis XIII en 1629, avait vu ses droits sur la baronnie confisqués par le duc Charles-Emmanuel. Ce dernier les avaient alors cédés au marquis de Saluces-Cardé. Marie-Anne Mitte de Chevrières, épouse de Charles-Auguste de la Viciville, comte de Vienne, et son fils, Charles-Louis Joseph, à la Révolution, essayèrent, sans succès, de rentrer dans leurs droits. La levée n'en intervient que le 8 germinal an V (28 mars 1797), au profit de Marie-Thérèse Saluces-Spinola-Garrès-Cardé, baronne de Miolans, veuve du marquis de Saint-Germain.

### La châtellenie de Miolans
Le château de Miolans est le centre d'une châtellenie, dit aussi mandement, dans le cadre de l'organisation du comté de Savoie, mise en place à partir du XIVe siècle. Jusqu'alors la seigneurie et le château dépendent de la châtellenie de Montmélian.
Les archives départementales possèdent les comptes du receveur des droits et revenus de la vallée de Miolans, Roland famille de La Ravoire, pour la période de 1452 et 1457. Un demi-siècle plus tard, le damoiseau Guy de La Compôte est châtelain pour le compte de Louis de Miolans. Il est donné pour parent du baron de Miolans et son représentant.

### Fonds d'archives
- Série : Comptes des châtellenies (1335-1386 • 1452-1457). Fonds : Comptes de châtellenie et de subsides; Cote : SA 9114-9117. Chambéry : Archives départementales de la Savoie (présentation en ligne).« Miolans »
- Série : Comptes des châtellenies (XIIIe siècle-XVIe siècle). Fonds : Inventaire-Index des comptes de châtellenie et de subsides; Cote : SA. Chambéry : Archives départementales de la Savoie (présentation en ligne).p. 393-394, « Châtellenie de Miolans et sa vallée »